# Testkép-integrációs zavar
A testkép-integrációs zavar (angolul body integrity identity disorder, BIID) egy pszichológiai rendellenesség, ami a test módosítására irányul. Az alanyok úgy érzik, hogy boldogabb lenne az életük valamely testrészük vagy érzékük nélkül. Kapcsolódik a xenoméliához, ami azt jelenti, hogy az érintett végtag nem tartozik a testhez. A zavar angol nevét Michael First javasolta abból a megfontolásból, hogy nemcsak az amputáció, hanem más fogyatékosság iránti vágyról is szó lehet.
A testkép-integrációs zavart tipikusan egy vagy több végtag amputálásának vágya is kíséri. Kapcsolódhat az apotemnofíliához, ami a nemi vágy erősödését kapcsolja az önmagáról mint amputáltról alkotott ideálhoz.
A zavart a Diagnostic and Statistical Manual of Mental Disorders nem tárgyalja. A DSM Task Force javasolja, hogy vegyék be a ritka, alig ismert betegségek közé, azonban a Betegségek és Más Egészségügyi Problémák Nemzetközi Statisztikai Osztályozásának következő kiadásába nem fog bekerülni. Ennek több oka is van: kevesen vannak az érintettek, a DSM-be sem kerül be betegségként, valamint a probléma betegség vagy zavar volta is vitatott.

## Okai
A testkép-integrációs zavar okai ismeretlenek. Az egyik elmélet szerint az agy jobb fali lebenyében a testről alkotott térképének sérülése áll a háttérben. Eszerint az adott végtag valamiért lemarad erről a térképről. Más elméletek fejlődési zavarként kezelik, azzal a megfontolással, hogy a testséma a gyermekkorban sérült. Mindkettő mellett szóló érv, hogy a zavar többnyire fiatalkorig vezethető vissza.

## Leírása
A zavarban szenvedő nem érzi tökéletesnek magát ép emberként, de meg van arról győződve, hogy az amputáció, a siketség, a vakság, a bénítás vagy más meghatározott módszer segítene megoldani ezt a problémát. Tudja, hogy melyik végtagjának melyik részét kellene eltávolítani, és irigykedik az amputáltakra. Egyesek a hátukra szíjazzák a karjukat, hogy ne zavarja őket. Gyakran amputáltként viselkednek, vagy annak adják ki magukat. Mindezeket a jelenségeket saját maguk is furcsának és természetellenesnek tartják, egyedül érzik magukat ezekkel a gondolatokkal, és úgy érzik, ezt senki sem fogja megérteni. Szégyellik is magukat ezek miatt, és igyekeznek elrejteni ezeket a gondolatokat a nyilvánosság elől, még az egészségügyi személyzet elől is. Az amputáció érdekében sérüléseket okozhatnak maguknak.
Többségük középkorú europid férfi, habár ez a többség nem annyira kifejezett, mint ahogy látszik. A leggyakoribb kérés a bal láb térd fölötti amputációja.
Az apotemnofília annak a vágynak a szexuális hajtóereje, hogy úgy nézzenek ki, mint egy amputált. Ez nem tévesztendő össze az akrotomofíliával, ami az amputáltakhoz való szexuális vonzódást jelenti. Mindazonáltal sokan azok közül, akik megtapasztalják az egyiket, a másikat is megtapasztalják.

## Kezelése
A zavar betegség voltáról megoszlanak a vélemények.
Jelenleg nem tudnak oki kezelést nyújtani. Az állapotot pszicho- és viselkedésterápiával próbálják stabilizálni. A pszichoterapeuták praxisából azonban nem ismert ezek hatásossága. Kiegészítő depresszió elleni terápiaként szelektív szerotonin-visszaszívást gátló szereket adnak. Jelenleg azonban feltételezik, hogy a szenvedések csak a kívánt testmódosítás elvégzésével szűnnének meg.
Az angol Robert Smith 2000-ben két lábamputációt tervezett be, amit a BBC nyilvánosságra is hozott. Az angol orvosi kamara a műsor után a skót nemzeti parlament felszólítására betiltotta az efféle amputációkat. Ezt azzal indokolták, hogy a nyilvánosság hatására megindulna az amputációturizmus, és a külföldiek túlterhelnék az ellátórendszert.

## Etikai megfontolások
A zavarban szenvedők amputáció iránti vágyának kielégítése vitatott és nehéz probléma. Egyesek támogatják az amputációt, ha a pszichoterápia vagy a gyógyszer nem használ. Mások az amputáció visszafordíthatatlanságát hangsúlyozzák, és a fantomfájdalmat hozzák fel elrettentésként a pszichológiai kezelés támogatására.
Egyesek különböző eszközöket, művégtagokat, kerekes széket, fehér botot használnak, hogy megkönnyítsék az alkalmazkodást. Vannak köztük, akik nyilvánosan beszámolnak arról, hogy tervezik, hogy megkísérlik önmaguk amputálását, például vonat alá fekszenek, túlhűtik, lőfegyverrel vagy más módszerekkel károsítják a végtagot, hogy amputálni kelljen. Ezzel szemben az orvosi szakirodalom kevés önamputációs esetet ismer.
Habár az amputációra vonatkozó kívánságok a legismertebbek, egyes érintettek arra vágynak, hogy lebénuljanak, siketek vagy vakok legyenek, esetleg ortopédiai segédeszközöket kezdenek el hordani. A zavar közösségképző erő; ebben a közösségben aki például amputáltnak adja ki magát, azt angolul pretendernek hívják. Aki csak a vágyat érzi, azt angolul wannabe-nek nevezik.
A zavart pszichiátriai rendellenességként kezelik.